# Inopsis metella
Inopsis metella là một loài bướm đêm thuộc phân họ Arctiinae, họ Erebidae.